# Orczyca

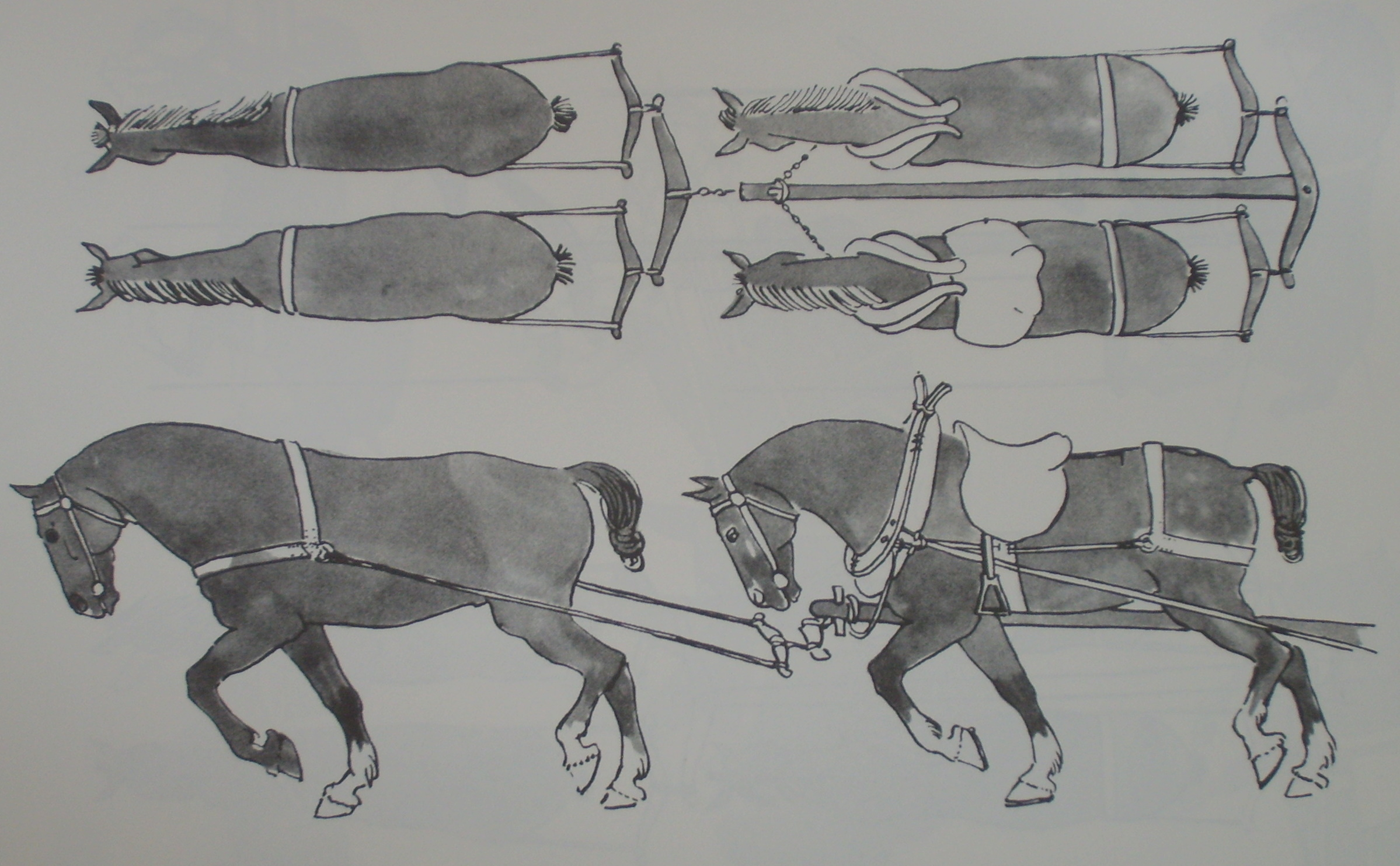
Orczyca w zaprzęgu czterokonnym

Orczyca (waga, sztelwaga) – poprzeczna belka w pojeździe zaprzęgowym, do której montuje się orczyki. Zawieszona luźno na haku u nasady dyszla zwana wagą lub przytwierdzona nieruchomo nazywana sztelwagą.